# Екстракорпоральна мембранна оксигенація
Екстракорпоральна мембранна оксигенація (ЕКМО), (англ. extracorporeal membrane oxygenation (ECMO)) — в кардіохірургії, це екстракорпоральна методика підтримки діяльності серця та легень у пацієнтів, в яких функція серця та легень порушена досить тривалий час.
ЕКМО працює шляхом тимчасового забору крові з організму для штучного насичення червоних кров'яних тілець киснем і видалення вуглекислого газу. Як правило, вона використовується або після серцево-легеневого шунтування, або на пізній стадії лікування людини з глибокої сердечної та / або легеневою недостатністю, хоча в даний час в деяких центрах її використовують для лікування зупинки серця, що дозволяє лікувати основну причину зупинки, одночасно підтримуючи кровообіг і оксигенацію. ЕКМО також використовується для підтримки пацієнтів з гострою вірусною пневмонією, пов'язаної з COVID-19, у випадках, коли штучна вентиляція легенів недостатня для підтримки рівня насичення крові киснем.

## Медичні застосування
Керівні принципи, що описують показання і практику ЕКМО, опубліковані Організацією екстракорпорального життєзабезпечення (ELSO). Критерії для початку ЕКМО залежать від установи, але зазвичай включають гостру важку серцеву або легеневу недостатність, яка потенційно оборотна і не реагує на звичайне лікування. Прикладами клінічних ситуацій, які можуть послужити приводом для початку ЕКМО, є наступні:
- Гіпоксемічна дихальна недостатність зі ставленням артеріального напруги кисню до частки вдихнути кисню (PaO2 / FiO2) <100 мм рт. ст. незважаючи на оптимізацію налаштувань апарату штучної вентиляції легенів, включаючи частку вдихнути кисню (FiO2), позитивний тиск в кінці видиху (PEEP) і співвідношення інспірації і експірації (I: E).
- Гіперкапнічна дихальна недостатність з артеріальним рН <7,20
- Рефрактерний кардіогенний шок
- Зупинка серця
- Неможливість відлучення від серцево-легеневого шунтування після кардіохірургічного втручання.
- Як міст до трансплантації серця або установці допоміжного шлуночкового пристрою.
- Як міст до трансплантації легень.
- Септичний шок — більш спірне, але все більш досліджуване застосування ЕКМО.
- Гіпотермія, при температурі тіла від 28 до 24 °C і серцевої нестабільності, або при температурі тіла нижче 24 °C.

У пацієнтів з зупинкою серця або кардіогенний шок вона, мабуть, покращує виживаність і хороші результати.

### Використання у пацієнтів COVID-19
З початку лютого 2020 року лікарі в Китаї все частіше використовують ЕКМО як допоміжну підтримку пацієнтів з гострою вірусною пневмонією, пов'язаної з інфекцією SARS-CoV-2 (COVID-19), коли навіть після вентиляції рівень насичення крові киснем залишається занадто низьким для підтримки життя пацієнта. Перші звіти показують, що цей препарат допомагає відновити насичення крові киснем і знизити смертність серед приблизно 3 % важких випадків, в яких він застосовувався. Для тяжкохворих пацієнтів смертність знижується з 59-71 % при традиційній терапії до 46 % при екстракорпоральної мембранної оксигенації. У березні 2021 року в газеті Los Angeles Times була опублікована стаття, що ілюструє ефективність ЕКМО у надзвичайно складного пацієнта з КОВІДом.

### Результати
Ранні дослідження показали перевагу виживання при використанні ЕКМО для людей з гострою дихальною недостатністю, особливо в умовах гострого респіраторного дистрес-синдрому. У реєстрі, який веде ELSO, майже 51 000 чоловік, які отримали ЕКМО, зареєстровані результати: 75 % виживання при дихальної недостатності у новонароджених, 56 % виживання при дихальної недостатності у дітей і 55 % виживаності при дихальної недостатності у дорослих. В інших обсервацій і неконтрольованих клінічних дослідженнях повідомлялося про виживання від 50 до 70 %. Ці зареєстровані показники виживаності краще, ніж історичні показники виживаності. Незважаючи на те, що ЕКМО використовується при різних станах з різною смертністю, раннє виявлення є ключовим фактором для запобігання прогресування погіршення стану і підвищення виживання.
У Великій Британії розгортання віно-венозний ЕКМО зосереджено в спеціально створених центрах ЕКМО, що потенційно покращує догляд і сприяє поліпшенню результатів.

## Протипоказання
Більшість протипоказань є відносними, тобто співвідносяться ризики процедури і потенційні переваги. До відносних протипоказань відносяться:
- Стану, несумісні з нормальним життям, якщо людина одужає.
- Попередні стану, що впливають на якість життя (стан ЦНС, злоякісна пухлина в останній стадії, ризик системного кровотечі при використанні антикоагуляції)
- Вік і розмір
- Марність: ті, хто занадто хворий, занадто довго отримує традиційну терапію або має смертельний діагноз.

## Неврологічні
Розповсюдженим наслідком у дорослих, які отримують ЕКМО, є неврологічна травма, яка може включати внутрішньомозковий крововилив, субарахноїдальний крововилив, ішемічні інфаркти в чутливих областях мозку, гіпоксично-ішемічну енцефалопатію, незрозумілу кому і смерть мозку. Кровотеча виникає у 30-40 % пацієнтів, які отримують ЕКМО, і може становити загрозу для життя. Це пов'язано як з необхідного безперервного інфузією гепарину, так і з дисфункцією тромбоцитів. Ретельна хірургічна техніка, підтримання кількості тромбоцитів понад 100 000 / мм 3 і підтримання цільового активованого часу згортання знижують ймовірність кровотечі.

### Кров
Гепарин-індукована тромбоцитопенія (ГІТ) все частіше зустрічається у людей, які отримують ЕКМО. При підозрі на ГІТ інфузію гепарину зазвичай заміняють негепариновим антикоагулянтом.
При використанні стегнової артерії і судини для віно-артеріальний ЕКМО відбувається ретроградний кровотік в низхідній аорті. Застій крові може виникнути, якщо не підтримується продуктивність лівого шлуночка, що може привести до тромбозу.

### Міст до допоміжного пристрою
У разі ВА ЕКМО ті, чия серцева функція не відновлюється в достатній мірі для відлучення від ЕКМО, можуть бути переведені на допоміжний шлуночковий пристрій (VAD) або трансплантат. Під час канюлювання можуть виникнути різні ускладнення, включаючи перфорацію судини з кровотечею, розсічення артерії, дистальну ішемію і неправильне розташування (наприклад, судинна канюля поміщена в артерію), але ці події відбуваються вкрай рідко [citation needed].

### Діти
У недоношених дітей ризик внутрішньошлуночкові крововиливи (ВШК) неприйнятно високий, якщо ЕКМО проводиться при терміні вагітності менше 32 тижнів.

### Інфекції
Поширеність внутрішньолікарняних інфекцій під час ЕКМО становить 10-12 % (вище в порівнянні з іншими тяжкохворими пацієнтами). Коагулазовідємні стафілококи, Candida spp., Enterobacteriaceae і Pseudomonas aeruginosa є найбільш часто зустрічаються патогенами. У пацієнтів, які перебувають на ЕКМО, відзначається висока частота розвитку вентилятор-асоційованої пневмонії (24,4 випадку / 1000 днів ЕКМО), при цьому основну роль відіграють Enterobacteriaceae. Було показано, що інфекційний ризик зростає зі збільшенням тривалості ЕКМО, що є найбільш важливим фактором ризику розвитку інфекцій. Інші специфічні для ЕКМО фактори, що призводять до інфекцій, включають тяжкість захворювання у пацієнтів з ЕКМО, високий ризик транслокації бактерій з кишки і пов'язане з ЕКМО ослаблення імунної системи. Ще одним важливим питанням є мікробна колонізація катетерів, канюль ЕКМО і оксигенатора.

## Типи
Існує кілька форм ЕКМО; дві найбільш поширені — віно-артеріальна (ВА) ЕКМО і віно-венозна (ВВ) ЕКМО. При обох способах кров, відтікає з венозної системи, насичується киснем поза організмом. При ВА ЕКМО ця кров повертається в артеріальну систему, а при ВВ ЕКМО кров повертається в венозну систему. При ВВ ЕКМО кардіологічна допомога не забезпечується.

### Вено-артеріальна
При вено-артеріальній (ВА) ЕКМО венозна канюля зазвичай встановлюється в праву або ліву загальну стегнову вену для забору крові, а артеріальна канюля зазвичай встановлюється в праву або ліву стегнову артерію для інфузії. Кінчик стегнової венозної канюлі слід тримати поблизу з'єднання нижньої порожнистої вени і правого передсердя, а кінчик стегнової артеріальної канюлі — в клубової артерії. У дорослих доступ до стегнової артерії краще, оскільки введення канюлі простіше. Центральна ВА ЕКМО може бути використана, якщо вже був встановлений серцево-легеневий шунт або була виконана екстрена рестернотомія (з канюлями в правому передсерді (або SVC / IVC при тристулковому відновленні) і висхідній аорті).
ВА ЕКМО зазвичай проводиться при мінімальній функції серця для пом'якшення підвищеної ударної роботи серця, пов'язаної з перекачуванням крові проти ретроградного потоку, що подається аортальною канюлею.

### Вено-венозна
При вено-венозній (ВВ) ЕКМО канюлі зазвичай встановлюються в праву загальну стегнову вену для дренажу та праву внутрішню яремну вену для інфузії. Як альтернатива двопросвітний катетер вставляється в праву внутрішню яремну вену, відводячи кров з верхньої та нижньої порожнистих вен і повертаючи її в праве передсердя.

## Ініціація
ЕКМО повинна проводитися тільки клініцистами, що мають підготовку і досвід в її проведенні, підтримці і припинення. Введення ЕКМО зазвичай виконується в операційній кардіохірургом. Управління ЕКМО зазвичай здійснюється дипломованою медсестрою, респіраторним терапевтом або перфузіологом. Після прийняття рішення про початок ЕКМО пацієнтові проводять антикоагуляцію внутрішньовенозним гепарином, щоб запобігти утворенню тромбів від згортання крові в оксигенатори. Перед початком процедури внутрішньовенозно вводять болюс гепарину і вимірюють час активації згортання (ACT), щоб переконатися, що воно становить від 300 до 350 секунд. Якщо ACT знаходиться в цьому діапазоні, можна починати ЕКМО, а після цього почати крапельне введення гепарину як підтримуюча доза.

### канюляція
Канюлі можуть бути встановлені через шкіру за допомогою техніки Сельдингера, щодо простого і поширеного методу отримання доступу до кровоносних судин, або через хірургічне розсічення. Використовуються найбільші канюлі, які можна помістити в судини, щоб максимізувати потік і мінімізувати напругу зсуву.
ЕКМО, необхідна при ускладненнях після кардіохірургічних операцій, може бути встановлена безпосередньо до відповідних камер серця або у великі вени. Центральна канюляция через бічну торакотомію дозволяє пацієнтам, які чекають на трансплантацію легень, залишатися без харчування і амбулаторно.

### Титрування
Після канюляції і підключення до контуру ЕКМО за допомогою гемодинамічних параметрів і фізикального обстеження визначається необхідний обсяг кровотоку через контур ЕКМО. Цілі підтримки перфузії кінцевих органів через контур ЕКМО врівноважуються достатньою фізіологічним кровотоком через серце для запобігання застою і подальшого утворення тромбів.

## Підтримка
Після досягнення початкових дихальних і гемодинамічних цілей кровотік підтримується на цьому рівні. Часта оцінка і коригування полегшується завдяки безперервній венозній оксиметрії, яка безпосередньо вимірює насичення оксигемоглобіном крові у венозній частині контуру ЕКМО.

### Особливі міркування
ВВ ЕКМО зазвичай використовується при дихальної недостатності, а ВА ЕКМО — при серцевій недостатності. Для кожного типу ЕКМО існують свої особливості, які впливають на управління.

#### Кровотік
При ВВ ЕКМО зазвичай потрібно майже максимальна швидкість потоку для оптимізації доставлення кисню. Навпаки, швидкість потоку, використовуваного при ВА ЕКМО, повинна бути досить високою для забезпечення адекватного перфузійного тиску і насичення венозної крові оксигемоглобіном (вимірюється в дренажної крові), але досить низькою для забезпечення достатнього переднавантаження для підтримки продуктивності лівого шлуночка.

#### Діурез
Оскільки більшість людей відчувають перевантаження рідиною після початку ЕКМО, агресивний діурез виправданий після стабілізації стану пацієнта на ЕКМО. Ультрафільтрація може бути легко додана в контур ЕКМО, якщо у пацієнта недостатнє виділення сечі. «Базікання» ЕКМО, або нестабільність форми хвилі ЕКМО, являє собою недостатню реанімацію і є підставою для припинення агресивної діурезу або ультрафільтрації.

#### Моніторинг лівого шлуночка
Під час ЕКМО лівого шлуночка строго контролюється вихідний обсяг лівого шлуночка, оскільки функція лівого шлуночка може бути порушена через збільшення постнавантаження, що в свою чергу може привести до утворення тромбів в серці.

## Відлучення і припинення
Для пацієнтів з дихальною недостатністю поліпшення рентгенографічного виду, легеневого комплайнса і артеріального насичення оксигемоглобіну вказує на те, що людина може бути готовий до припинення ЕКМО-підтримки. Для пацієнтів з серцевою недостатністю підвищення пульсабельності аорти корелює з поліпшенням продуктивності лівого шлуночка і вказує на те, що вони можуть бути готові до відключення від ЕКМО. Якщо всі показники в нормі, кровотік в апараті ЕКМО буде повільно знижуватися, і в цей час будуть спостерігатися параметри пацієнта, щоб переконатися, що він може переносити зміни. Коли кровотік стає нижче 2 літрів в хвилину, робиться спроба постійного видалення канюлі, і в цей час пацієнт продовжує перебувати під наглядом до тих пір, поки канюлі не будуть видалені.

### Випробування віно-венозного ЕКМО
Випробування віно-венозного ЕКМО проводяться шляхом усунення всього протиточного газу, що проходить через оксигенатор. Екстракорпоральний кровотік залишається постійним, але перенесення газу не відбувається. Потім за ними спостерігають протягом декількох годин, під час яких визначають настройки апарату ШВЛ, необхідні для підтримки адекватної оксигенації і вентиляції поза ЕКМО, про що свідчать результати аналізів артеріальної і венозної крові.

### віно-артеріальне ЕКМО-випробування
Віно-артеріальні ЕКМО випробування вимагають тимчасового затиску, як дренажних, так і інфузійних ліній, при цьому дозволяючи контуру ЕКМО циркулювати через міст між артеріальними і венозними кінцівками. Це запобігає тромбоутворення через застій крові в контурі ЕКМО. Крім того, артеріальні і венозні лінії повинні постійно промиватися гепаринізованої фізрозчином або періодично гепаринізованої кров'ю з контуру. В цілому, випробування ВА ЕКМО коротше за тривалістю, ніж випробування ВВ ЕКМО, через більш високого ризику утворення тромбів.

## Історія
ЕКМО була розроблена в 1950-х роках Джоном гібонів, а потім К. Уолтоном Ліллехеем. Вперше ЕКМО була застосована для новонароджених в 1965 році.
Баннінг Грей Лари вперше продемонстрував, що внутрішньовенний кисень може підтримувати життя. Його результати були опубліковані в журналі Surgical Forum в листопаді 1951 року. Лері прокоментував свою первісну роботу в презентації 2007 року, де він пише: "Наші дослідження почалися зі збірки апарату, який вперше підтримував життя тварин при диханні чистим азотом. Це було досягнуто за допомогою дуже маленьких бульбашок кисню, що вводяться в кровотік. Ці бульбашки були отримані шляхом додавання «змочувального агента» в кисень, проганяє через фарфоровий фільтр в венозну кров. Незабаром після початкового уявлення Американському коледжу хірургів цей апарат був розглянутий Уолтоном Ліллехеем, який разом з Де Воллом створив перший практичний серцево-легеневий апарат, в якому використовувався бульбашковий оксигенатор. з різними варіаціями такі апарати використовувалися протягом наступних двадцяти років ".

## Дослідження
Дослідження 2014 року показало, що антитіло, інгибуючий фактор XIIa, забезпечує тромбопротекцію при екстракорпоральному кровообігу без збільшення ризику кровотечі. Експерименти на неонатальних тваринах показали, що лікування ЕКМО може привести до апоптозу ентероцитів, пошкодження слизового бар'єру кишки і транслокації бактерій. Це може пояснити велику тяжкість синдрому системної запальної відповіді у новонароджених. ЕКМО також використовувалася на трупах, оскільки вона здатна підвищити рівень життєздатності пересаджених органів.